# Глобальна угода про забруднення пластиком
Країни-члени ООН зараз ведуть переговори щодо юридично обов'язкової міжнародної угоди щодо пластику, яка стосуватиметься всього життєвого циклу пластику, від проектування до виробництва та утилізації. 2 березня 2022 року країни-члени ООН проголосували на відновленій п'ятій Асамблеї ООН з навколишнього середовища (UNEA-5.2) за створення Міжурядового комітету для переговорів (INC) з мандатом просування юридично обов'язкової міжнародної угоди щодо пластику. Резолюція має назву «Покінчити із забрудненням пластиком: на шляху до міжнародного юридично обов'язкового інструменту».

## Хронологія
За UNEA-5.2, мандат визначає, що INC має розпочати свою роботу до кінця 2022 року з метою «завершити проєкт глобальної юридично обов'язкової угоди до кінця 2024 року».
Робота над договором почалася із засідання Спеціальної робочої групи відкритого складу (OEWG) у Дакарі, Сенегал, з 30 травня по 1 червня 2022 року. Під час цієї зустрічі держави-члени встановили графік наступних зустрічей до кінця 2024 року, правила процедури та початковий обсяг роботи для першої зустрічі INC.
- Перше засідання переговорного комітету (INC-1) відбулося в Пунта-дель-Есте, Уругвай, з 28 листопада 2022 року по 2 грудня 2022 року. Порядок денний містив питання, включно з офіційним ухваленням регламенту.[7] У ньому взяли участь понад 2300 делегатів із 160 країн.[8]

- Друге засідання переговорного комітету (INC-2) відбудеться в Парижі, Франція, з 29 травня 2023 року по 2 червня 2023 року.[9]

До кінця 2024 року заплановано ще три зустрічі. Кенія, Канада та Республіка Корея запропонували прийняти INC-3, INC-4 та INC-5. У 2025 році договір має бути остаточно затверджений на конференції повноважних представників із Еквадором, Перу, Руандою та Сенегалом як потенційних господарів.

## Зміст
Члени погодилися, що договір буде міжнародним за обсягом, юридично зобов'язуючим і повинен охоплювати повний життєвий цикл пластику, включаючи його дизайн, виробництво та утилізацію. Було стверджено, що хімічні речовини, що містяться в пластмасі, такі як добавки, технологічні добавки та ненавмисно додані речовини, також повинні бути розглянуті.

## Підтримка договору
Напередодні UNEA-5.2 більшість держав-членів ООН висловили свою підтримку просуванню глобального договору. Інші групи, які публічно заявляють про необхідність угоди, включають бізнес-сектор, громадянське суспільство, корінні народи, робітників, профспілки та вчених.